# Kaj Ulrik Linderstrøm-Lang
Kaj Ulrik Linderstrøm-Lang (* 29. November 1896 in Kopenhagen; † 25. Mai 1959) war ein dänischer Biochemiker. Er machte das Carlsberg-Labor ab den 1930er Jahren zu einem Zentrum der Proteinchemie.

## Leben
Linderstrøm-Lang war der Sohn eines Gymnasiallehrers. Er hatte künstlerische Neigungen, studierte aber Chemie an der Technischen Universität Kopenhagen mit dem Abschluss 1919. Bald darauf wurde er Assistent von Søren Sørensen im Carlsberg-Labor in Kopenhagen, wo er den Rest seiner Karriere blieb und 1939 Nachfolger von Sørensen als Direktor wurde.
Er befasste sich anfangs mit Physikalischer Chemie und später mit Proteinchemie. Er gilt als Begründer des Austauschs von Wasserstoff durch Deuterium in der Proteinanalyse und führte 1951 die Unterscheidung in primäre, sekundäre, tertiäre und quartäre Proteinstruktur ein (Lane Medical Lectures, Stanford University). Er entwickelte in Zusammenarbeit mit seinem Freund Heinz Holter verschiedene Mikromethoden der biochemischen Analyse (insbesondere Mikromethoden der Histochemie und Cytochemie), mit dem Ziel biochemische Prozesse auf Zell-Niveau zu studieren. Seit einem Aufenthalt im Labor von Richard Willstätter 1926 in München befasste er sich speziell mit Protolyse.
1947 wurde er Mitglied der National Academy of Sciences, 1950 der American Academy of Arts and Sciences, 1956 auswärtiges Mitglied der Royal Society.
Er war mit H. G. K. Westenbrink Gründer 1947 von Biochmica et Biophysica Acta bei Elsevier, nachdem sie schon 1941 einer Anfrage des aus Deutschland vertriebenen Carl Oppenheimer um die Fortsetzung seiner Zeitschrift Enzymologia folgten (nach dem Krieg konnten sich die Verlag aber nicht um die Fortsetzung einigen).
1956 hielt er einen Scherz-Vortrag über die Thermodynamik der männlichen Hausfliege.